# Heleioporus psammophilus
Heleioporus psammophilus är en groddjursart som beskrevs av Lee och Main 1954. Heleioporus psammophilus ingår i släktet Heleioporus och familjen Limnodynastidae. IUCN kategoriserar arten globalt som livskraftig. Inga underarter finns listade i Catalogue of Life.